# روبرت إمهاردت
روبرت إمهاردت (بالإنجليزية: Robert Emhardt)‏ مواليد 24 يوليو 1914 في إنديانابوليس - الوفاة 26 ديسمبر 1994 في أوجي، الولايات المتحدة، هو ممثل أمريكي بدأ مسيرته الفنية سنة 1939. امتدت مسيرته الفنية لأكثر من 43 عاما. درس في الأكاديمية الملكية للفنون المسرحية.

## أعماله
- توايلايت زون
- بيري ماسون (مسلسل)
- أبنائي الثلاثة

## روابط خارجية
- روبرت إمهاردت على موقع IMDb (الإنجليزية)
- روبرت إمهاردت على موقع ميوزك برينز (الإنجليزية)
- روبرت إمهاردت على موقع أول موفي (الإنجليزية)
- روبرت إمهاردت على موقع قاعدة بيانات برودواي على الإنترنت (الإنجليزية)
- روبرت إمهاردت على موقع إن إن دي بي (الإنجليزية)
- روبرت إمهاردت على موقع قاعدة بيانات الفيلم (الإنجليزية)